# Alfredo Duvergel
Alfredo Duvergel, född den 2 april 1968 i Guantánamo, Kuba, är en kubansk boxare som tog OS-silver i lätt mellanviktsboxning 1996 i Atlanta. I finalen förlorade han mot amerikanen David Reid.